# Rua Garrett
La rua Garrett es una calle situada en el centro del Chiado de Lisboa. La calle, que desde 1859 hasta 1880 se denominó rua do Chiado, debe su nombre al escritor romántico Almeida Garrett.
Limitada por el largo do Chiado al oeste y por la rua do Carmo al este, en sus alrededores se encuentran las iglesias de Loreto y la de Nuestra Señora de la Encarnación; los teatros de San Luis, el de la Trinidad y el Teatro Nacional de San Carlos, teatro de ópera y conciertos. También, la más famosa librería de la ciudad, la primera Librería Bertrand, fundada en 1732, y el centenario Café A Brasileira, uno de los cafés más antiguos y famosos de Lisboa, donde se reunían importantes representantes de la cultura portuguesa del siglo XX.